# Chaetodon meyeri

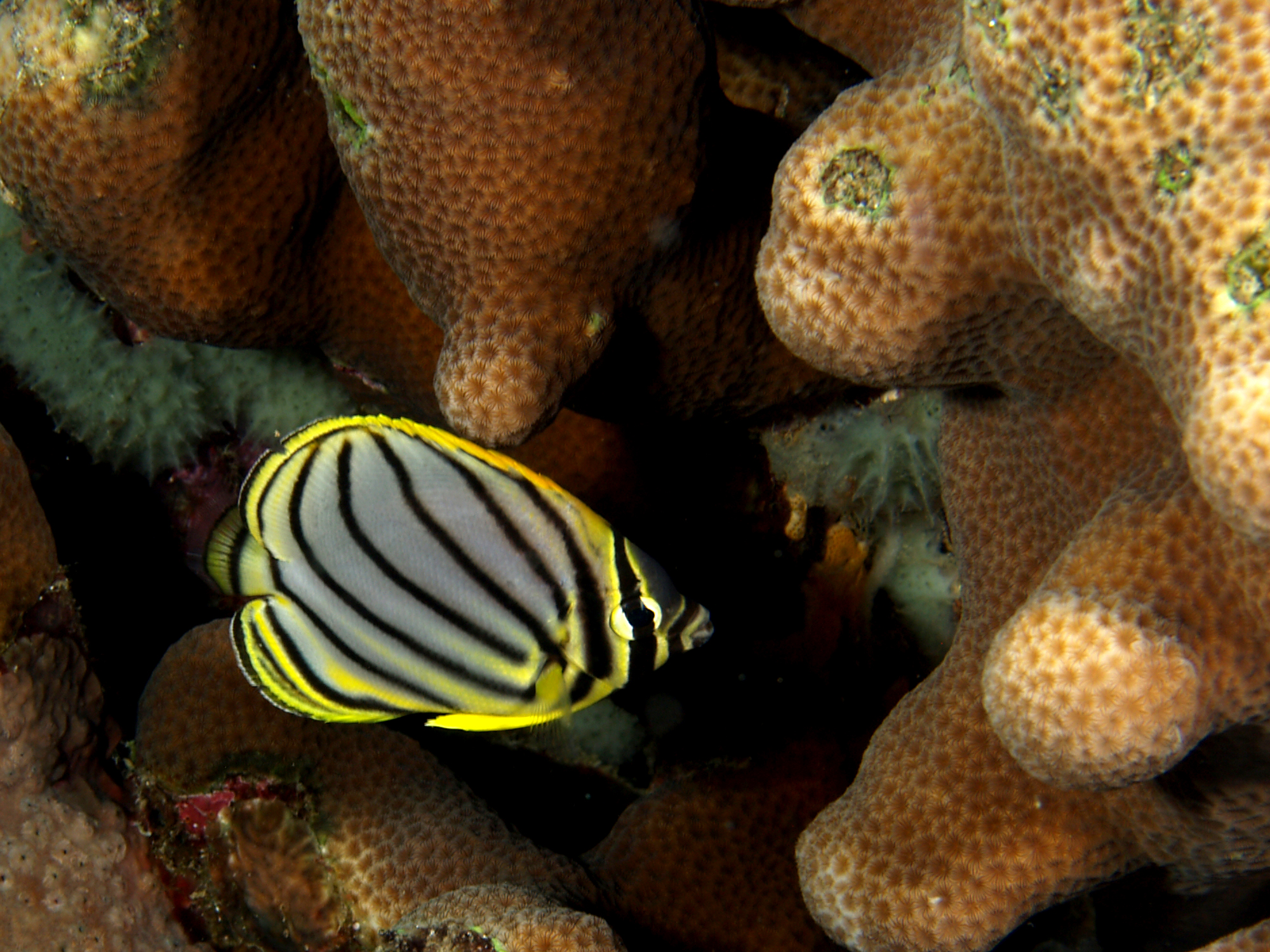
Ejemplar juvenil de C. meyeri alimentándose, Timor Este.

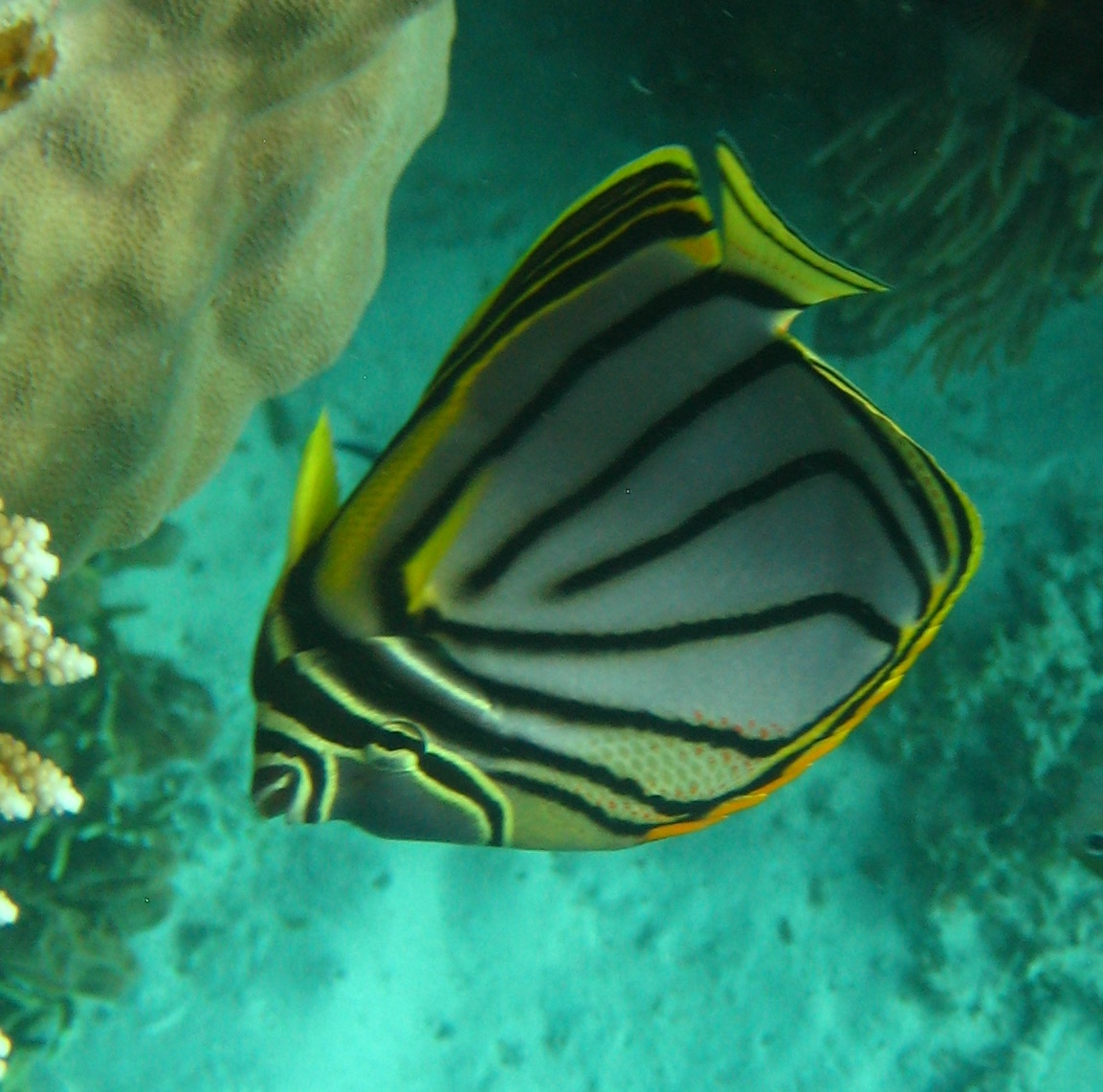
Ejemplar en Pemba, Tanzania.

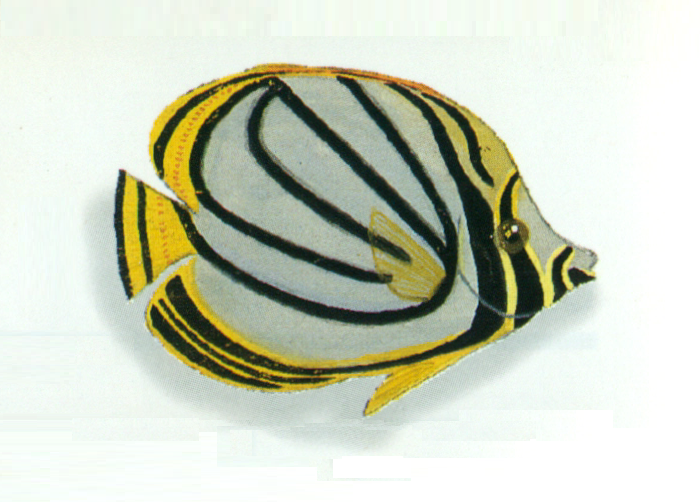
Ilustración de C. meyeri.

El pez mariposa Chaetodon meyeri es un pez marino, de la familia de los Chaetodontidae. 
Su nombre común, en los enclaves de habla hispana, islas Galápagos en Ecuador e islas Revillagigedo, en México, es Pez mariposa de Meyer.

## Morfología
Posee la morfología típica de su familia, cuerpo ovalado, semi-rectangular, y comprimido lateralmente. 
La coloración general del cuerpo es blanquecina o azul claro. Tiene varias rayas de color negro, curvadas y oblicuas, que le atraviesan los laterales del cuerpo. Todas las aletas son amarillas. Las aletas dorsal, anal y caudal, tienen líneas en color negro. La raya negra que atraviesa el ojo, tan característica del género, en su caso tiene márgenes amarillos. También tiene una raya negra que rodea la boca.
Tiene 12 o 13 espinas dorsales, entre 23 y 25 radios blandos dorsales, 3 espinas anales, y entre 18 y 20 radios blandos anales. El tamaño del hocico es de 26 a 32 mm.
Alcanza los 20 cm de largo.

## Hábitat y distribución
Especie asociada a arrecifes, tanto en laderas exteriores, como en lagunas con rico crecimiento coralino. Normalmente los juveniles se ven solitarios, protegidos entre las ramas de coral; los adultos viven en parejas, y en un rango cercano a su guarida, es una especie no migratoria. Habitan en colonias coralinas, alimentándose durante el día y resguardándose bajo el coral por la noche. A pesar de su amplio rango de distribución, es una especie no común.
Su rango de profundidad está entre 2 y 30 metros.
Se distribuye ampliamente en aguas tropicales del océano Indo-Pacífico, desde la costa este africana, hasta las islas Galápagos y las islas Revillagigedo, en México. Es especie nativa de Australia; Birmania; Islas Cocos; Comoros; Ecuador (Galápagos); Filipinas; Fiyi; India (Andaman Is., Nicobar Is.); Indonesia; Japón; Kenia; Kiribati; Madagascar; Malasia; Maldivas; islas Marshall; Mauricio; Mayotte; Micronesia; Mozambique; isla Navidad; Nauru; Nueva Caledonia; Palaos; Papúa Nueva Guinea; Polinesia; Reunión (departamento de Francia); Islas Salomón; Seychelles; Somalia; Sri Lanka; Sudáfrica; Taiwán; Tailandia; Tanzania; Tonga; Tuvalu y Vanuatu.

## Alimentación
Se alimenta exclusivamente de corales, aunque, probablemente, lo hace más del mucus que producen, que de los tejidos del coral.

## Reproducción
Son dioicos, o de sexos separados, ovíparos, y de fertilización externa. El desove sucede antes del anochecer. Forman parejas durante el ciclo reproductivo, pero no protegen sus huevos y crías después del desove.